# 熊野年代記
熊野年代記（くまのねんだいき）は、熊野新宮の本願所であった新宮庵主霊光庵により編纂された編年体の歴史書。古代から明治時代前半までの熊野三山の歴史を伝え、熊野の歴史研究において重要な史料と評価されている。

## 解題

### 成立
熊野年代記は、「熊野年代記古写」「歳代記第壱」「年代記第弐」（以下、それぞれ「古写」「第壱」「第弐」と略記）の3篇の総称である。3篇はいずれも、新宮庵主家に所縁の家系に属する人物により近世に作成されたと見られている。これら3篇にさかのぼる原本に相当するものがあったと考えられているが発見されておらず、原本の成立事情は明らかではない。
熊野年代記を編纂したと考えられている新宮庵主の確立は、近江国の飯道寺から庵主を迎えるようになる16世紀半ばと考えられている。この時期には、天文11年（1542年）に飯道寺水元坊祐盛が新宮に鳥居を建立したと古写にあるのを早い時期の例とし、永禄9年（1566年）の飯道寺梅本院大先達行鎮の入寺以降、17世紀初頭まで梅本院から庵主が迎えられるようになる。梅本院出身の庵主のもとで、新宮庵主は修験寺院として発展していった。しかしながら、近世以降の熊野三山では本願と社家との相論が繰り返されており、そうした中にあって、本願の立場と主張を正当化し、古くからの来歴と由緒を権威付けるために、古記録を集成し、他の史料をも利用して書き上げたのが熊野年代記の原本であったと考えられている。

### 小野本と熊野年代記
後述するように、熊野年代記は「霊光庵重宝写也」と認識され、庵主梅本家伝来で他見を許さない秘書であった。明治初年の神仏分離によって新宮庵主は廃絶を余儀なくされ、当主であった庵主周憲は、梅本五十穂主を名乗って還俗した。この際、熊野年代記は他の文書と共に20点ほどの菊桐紋付櫃に納められて持ち出されたが、櫃の多くは1889年（明治22年）に水害に遭って失われ、無事であった2点の櫃の中に熊野年代記は残されていた。熊野年代記はその後、今日の三重県松阪市に退転した梅本家で保管されていたが、和歌山県立新宮中学校（今日の和歌山県立新宮高校）の教員で郷土史家であった小野芳彦の手によって1894年（明治27年）に書写され、古写を収める第1巻と、第壱および第弐を収める第2巻の2巻本（以下、「小野本」と略記）にまとめられた。梅本家本の3篇を総称する名としての熊野年代記は、この時に小野により名付けられたものと考えられている。
梅本家本の熊野年代記は神代から1891年（明治24年）までの記事を収めるが、小野本は1827年（文政10年）までで終わっている。第2巻の序文において小野は、文政10年以後は内容に乏しいとして書写しないとした一方で、明治以後の分は書写に臨んだ際に梅本家の依頼により自らが書き継いだものだと小野は記しており、成立事情が異質である。小野は、
と記していることから、小野が熊野年代記を熊野の歴史史料と把握しており、梅本家本の全体を忠実に転写することよりも、熊野史の史料として筆写することに関心があったことが分かる。加えて、小野は書写にあたって、濱井八助なる人物が著した『熊野年鑑』という書物をもとに、熊野年代記にない記事を補い、同様に神倉神社伝の『神倉社伝記』からも補記を行なっている。のみならず、梅本家本と照合してみると記事に取捨選択の形跡が見られ、各条の記述を一貫した形式に配列・整理しなおそうとしているなどの点から、小野本は熊野研究上の史料として改訂しつつ作成された「新編熊野年代記」とでもいうべきものである。

### 諸写本
この小野本をもとに柳田國男が写本を作成し、民俗学の参考となる写本・未刊本を収集した『諸國叢書』の一冊として所蔵した。小野写本からはさらに、1919年（大正8年）に東京大学史料編纂所によって謄写版が作成された。東大本からの引用は『国書総目録』にも収められ、小野本を通じて熊野年代記が流布された。しかし、小野本の原本それ自体は今日に伝わっておらず、小野の遺稿『熊野史』の附録に引用されたものが残っているのみである。
熊野那智大社の禰宜であった潮崎八百主は1934年（昭和9年）に梅本家所蔵の原本を筆写した（那智大社所蔵本）。1972年（昭和47年）に『那智勝浦町史』編纂事業の一環として篠原四郎が活字本を刊行した際には、この那智大社所蔵本が底本とされた。この他、古写のみを書写した熊野速玉大社模写本と称される写本（1975年〈昭和50年〉）が知られている。しかしながら、いずれの写本・刊本も熊野年代記の全容を収載したものではない。熊野年代記を参照した初期の研究で多くの研究者が利用した、堀一郎の『我が国民間信仰史の研究』（1953、東京創元社）所収の引用も、今日利用可能な熊野年代記の本文と一致しない。熊野三山と青岸渡寺、および熊野の市町村が構成する熊野三山協議会は、1989年、梅本家所蔵本の全文を収めた影印本を刊行した。これにより、熊野年代記の全容が原本体裁を含めて容易に閲覧することが可能になり、今後の熊野研究のみならず、日本宗教史・信仰史の研究に役立てられることが期待されている。

## 形態と様式
3篇の形態と様式について記述する。3篇とも、全体にわたって、抹消や欄外書が目立ち、異筆・追筆・異字があり、経年による劣化、虫喰いによる判読不明箇所も少なくなく、その内容は今後の研究に委ねられている部分が大きい。

### 熊野年代記古写
熊野年代記古写は原本からの書写と考えられているが、原本とするべき史料は発見されておらず、原本の成立事情も明らかになっていない。古写は粗い厚手の美濃紙に記され、原寸は縦18.5センチメートル、横41センチメートル、表紙・裏表紙とも同じ材質だが表紙のみ柿渋塗りである。神代から明和2年（1765年）まで、一つの頁に16行または10行の罫線を引いて一年毎の記事が記されている。第壱と筆跡が酷似していること、および、末尾に記された識語の中に記された人名から古写と第壱は同じ著者の手によるものであり、第壱の成立・書写の年代から宝暦10年（1760年）以前の筆写である。

### 歳代記第壱
歳代記第壱は、堅紙製で縦17センチメートル、横20.5センチメートルで、表紙・本文・裏表紙とも料紙は同一の材質である。神代から宝暦13年（1763年）までの記事を収める。表紙見返しの識語に、
と記されていることから、書写者や書写年、熊野年代記の性格が分かる。また、第壱の宝暦十年条の記述から久成院という人物が、書写を行なった和田春道行廣の父であることが分かる。古写および第壱を作成した和田氏は、梅本家蔵の系譜図『梅本系譜』によれば、梅本庵主家の傍系であったと見られ、梅本庵主の家司的立場にあった家系と推定されている。

### 年代記第弐
年代記第弐は、第壱と同じ堅紙の料紙を用いるが縦15.5センチメートル、横20.5センチメートルでやや小さく、表紙・本文・裏表紙とも料紙は同一の材質である。識語には第壱の続編との趣旨が記され、明和元年（1764年）から1891年（明治24年）までの記事を収めている。しかし、明治期以降は梅本家の依頼にしたがって小野芳彦が書き継いだものであり、成立事情を異にする。また、明治政府の動向のうち重要なものを記す一方で、熊野三山や熊野地方に関する記述は乏しい。

## 史料批判と評価
熊野年代記は熊野史研究の基本史料としてしばしば無批判に引用される場合が少なくなかった。しかし、前述のように原本が発見されていないことや、成立の経緯から、近年の研究はそうした扱いに疑問を投げかけている。
3篇のうち、年代が重複する古写と第壱を比較すると、古代・中世の記述では大きな相違は認められないが、第壱の近世の記述には書写者の恣意的な解釈と思われる改変と増補が認められ、転写というよりも写本と考えられる。熊野年代記には、『六国史』や有名な貴族の日記、熊野速玉大社文書などが史料として引用されており、近世中期の新宮本願の教養と文化性についての示唆が得られるが、院による熊野御幸の記事に回数や院の号に誤りが多く、在地では分からないはずの進発日が記される反面で参着日が記されないなど具体性を欠き、20数回に及ぶ藤原頼資の熊野詣が一度も記されていないのをはじめとして、参詣記が残されている著名な熊野詣も記述が見られない。
新宮庵主の萌芽を8世紀初めに求め、宇多天皇による寛平9年（897年）の勅願により霊光庵の名を賜受し、寿永元年（1182年）の後白河院による熊野御幸に庵主が供奉したといった記述も見られるが、本願所の成立を8世紀に求めるのは時期としては早過ぎ、信憑性に欠ける。熊野別当による熊野三山統治の終焉に関する記事でも、還俗後に名乗ったとされる姓が系譜の上で不自然であるだけでなく、終焉とされるよりも後の時代に熊野別当の職にあった人物の名が信頼できる史料中に確認されている。本願が一山の造営を本務とし、経済的得分を掌握していたはずにもかかわらず、古代・中世の寄進関係の重要な事項が大幅に抜け落ちており、火災・遷宮の記事にも脱落が見られるだけでなく、有名な争乱や争論に関する記事でも、治承・寿永の乱期の熊野水軍の動向がまったく記述されておらず、中央で記録されている補陀落渡海が記されていないといったように、全体に本願としての関心事であるはずの事項が捉えられていない。こうした重要記録の欠落は史料としての欠陥（非時日性・非在地性）を示している。その他、古代・中世記事には伝承・怪異説話・霊験譚といった伝承群を多数含んでおり、それらは本願の縁起説話とでも言うべきものと考えられる。
熊野年代記を伝えた梅本家には、他に梅本家文書と称される古文書として近世文書多数と中世文書の写し十数点が伝えられている。それら中世文書のいくつかと熊野年代記の記事とは対照可能であるものの、写しの原本が不明であるため、熊野年代記記事の信頼性は限られている。近世初期以降の記述には、梅本家文書と照応するものが多くあるため信頼できるものと考えられる。古写の文明5年（1473年）条は霊光庵が火災に遭って全ての記録を焼失したことを伝えており、熊野年代記の記事が史料として信頼できるのは、せいぜい戦国期以降と見られる。
総じて言えば、古代・中世の記述は信頼性を欠くが、近世の記述については信頼できるだけでなく、熊野三山の包括的な編年記録として唯一のものとして史料的価値は高いと評価できるものの、他の近世史料との比較対照による近世史研究上の位置付けが必要とされている。古代・中世の記事に含まれる伝承群も含め、熊野の本願の自己主張と正当化がどのように織り込まれているかを解明することも今後の課題である。

## 書誌
熊野年代記の翻刻刊本の書誌を刊行年順に示す。
- 柳田 國男、1918、『熊野年代記』 〈諸國叢書35〉 → 『諸國叢書』（22・23、2008、成城大学民俗学研究所）に解題（櫻井[2008]）とともに再録
- 篠原 四郎、1972、『熊野年代記』、篠原四郎
- 熊野三山協議会・みくまの総合資料館研究委員会（編）、2008、『熊野年代記』、熊野三山協議会

## 注
1. ↑  根井[2001: 110]、熊野三山協議会・みくまの総合資料館研究委員会[1989]
2. ↑  根井[2001: 111-116]
3. ↑  根井[2001: 111]、笠原[1989: 339]
4. ↑  太田[2008]
5. ↑  笠原[1989: 339]
6. 1 2  太田[2008: 171]
7. 1 2 3 4 5 6  笠原[1989: 340]
8. ↑  根井[2001: 113]、小島[2008: 376-377]
9. 1 2  小島[2008: 377-379]
10. ↑  梅本誠一「刊行御礼」（熊野三山協議会・みくまの総合資料館研究委員会[1989]所収）。櫃の多くが失われた水害は、梅本家には「熊野川の水害」と伝わる。しかし、この時期に梅本家が居を構えていたのは、今日の那智勝浦町下里にあたる下里村高芝の太田川河口付近で、熊野川の水害をもたらした明治22年8月の豪雨に際して太田川も氾濫しており、これによるものと考えられる[小島 2008: 378]。
11. ↑  小野については次の論文が詳しい。山崎 泰「小野芳彦と『熊野史』上梓」、『国文学解釈と鑑賞』69巻3号（2004年3月、特集「続・「熊野学」へのアプローチ」）、NAID 40006096067 pp. 19-26
12. 1 2  小島[2008: 376]。小野本は現存しないため、小島は小野本からの写本である柳田本をもとに推定を行なっている[小島 2008: 376]。
13. ↑  小島[2008: 375]
14. ↑  小島[2008: 377、379]
15. 1 2  小島[2008: 377、379]、笠原[1989: 343]（特に注8）
16. ↑  小島[2008: 376-377]
17. ↑  小島[2008: 379]
18. ↑  小島[2008: 380]
19. ↑  小島[2008:381]
20. ↑  柳田 國男、1918、『熊野年代記』 〈諸國叢書35〉
21. ↑  小島[2008]。ただし、根井[2001]や笠原[1989]、山本[1989]、および熊野三山協議会・みくまの総合資料館研究委員会[1989]所収の識者らの序文のいずれにも柳田写本についての言及は見られない。
22. ↑  小島[2008: 383]
23. 1 2 3  安藤精一「『熊野年代記』の出版」（熊野三山協議会・みくまの総合資料館研究委員会[1989]所収）
24. 1 2  根井[2001: 111]。梅本家本と各種の写本・刊本（柳田写本を除く）との関係については、根井[2001: 111]所掲の図に詳しい。
25. ↑  根井[2001: 109]
26. ↑  熊野三山協議会・みくまの総合資料館研究委員会[1989]
27. ↑  根井[2001: 110、114]
28. ↑  山本[1989: 338]
29. 1 2  笠原[1989: 339]
30. ↑  根井[2001: 111]、山本[1989: 337]
31. ↑  根井[2001: 111-112]、山本[1989: 337]
32. 1 2 3  根井[2001: 112]
33. ↑  根井[2001: 113]、山本[1989: 337]
34. 1 2  根井[2001: 113]
35. ↑  根井[2001: 116]
36. ↑  根井[2001: 113]、山本[1989: 338]
37. ↑  根井[2001: 113-114]
38. ↑  笠原[1989: 343]、小島[2008: 379]
39. 1 2 3  山本[1996: 153]
40. ↑  その例として山本[1996]、阪本[2005]、太田[2008]など。山本[1996]は史料批判の観点から熊野年代記の史料としての信頼性を検討している。阪本[2005: 36、432]は、13世紀後期の熊野別当職断絶にかかわる熊野年代記の記述について、信頼できる多くの史料および研究成果を取り入れ記述内容の矛盾点を明らかにしている。
41. 1 2  山本[1996: 156]
42. 1 2 3  山本[1996: 157]
43. ↑  太田[2008: 161-162]
44. ↑  根井[2001: 115]
45. ↑  太田[2008: 161-164]
46. ↑  阪本[2005: 432-437]
47. 1 2 3  山本[1996: 160]
48. ↑  山本[1996: 157]注14
49. 1 2  山本[1996: 159]

## 文献

### 関連文献
- 小野 芳彦、小野芳彦先生遺稿刊行会（編）、1934、『熊野史 - 小野翁遺稿』、和歌山県立新宮中学校同窓会 → 1973、新中会（和歌山県立新宮高等学校）〔復刊〕
- 岩波書店、1964、『国書総目録』第2巻、岩波書店 → 1989、補訂版、ISBN 4-00-008602-2 — 東大本を収録.
- 堀 一郎、1953、『我が国民間信仰史の研究』、創元社